# 三沢市立三川目小学校
三沢市立三川目小学校（みさわしりつ みかわめしょうがっこう）は、青森県三沢市大字三沢にある公立小学校。三沢市は、児童数が減少し続ける本校を三沢小学校に統廃合で検討委員会を設置した。

## 沿革
- 1884年（明治17年）5月17日 - 三沢村字三川目に三沢小学三川目分校として開校。
- 1902年（明治35年）5月1日 - 三川目尋常小学校と改称。
- 1941年（昭和16年）4月1日 - 国民学校令により、三川目国民学校と改称。
- 1947年（昭和22年）4月1日 - 学制改革により、三沢村立三川目小学校と改称。同日、三川目中学校を併設。
- 1948年（昭和23年）2月11日 - 三沢村の町制施行（町制施行後は大三沢町と改称）により、大三沢町立三川目小学校と改称。
- 1952年（昭和27年）4月1日 - 併設の三川目中学校が、三沢中学校と統合し、大三沢第二中学校となり、分離。
- 1957年（昭和32年）5月27日 - 大三沢町浜通り145番459号（現在地）にブロック造校舎落成。
- 1958年（昭和33年）9月1日 - 大三沢町の市制施行（市制施行後は三沢市に改称）により、三沢市立上大久保小学校と改称。
- 1966年（昭和41年）11月30日 - 防音校舎落成式挙行。
- 1971年（昭和46年） - 新体育館完成[2]。
- 1987年（昭和62年）5月17日 - 創立100周年記念式典挙行[3]。
- 2014年（平成26年）11月15日 - 創立130周年記念式典挙行[4]。
- 2023年（令和5年）12月22日 - 三沢市教育委員会は、2024年度末をもって、本校を閉校し、三沢小学校に統合する事を決定した[5]。
- 2024年（令和6年）11月15日 - 閉校式典挙行し、記念セレモニー開催[6]。
- 2025年（令和7年）3月31日 - 閉校[5]。

## 通学区域
出典
- 三川目1丁目
- 三川目2丁目
- 三川目3丁目
- 三川目4丁目
- 流平
- 前平（東）
- 浜通（一部）
- 港町1丁目
- 港町2丁目
- 鹿中1丁目
- 鹿中2丁目
- 鹿中3丁目
- 鹿中4丁目

## アクセス
- 青い森鉄道青い森鉄道線三沢駅から、車で約8km・約15分。
- なお、学校周辺には、コミュニティバスを含む公共交通機関は通っていない。

## 周辺
- 国道338号
- 三陸温泉
- 三沢市漁業協同組合
- 三沢漁港
- 太平洋

## 主な進学先
- 三沢市立第二中学校

## 参考資料
- 『青森県教育史 別巻』（青森県教育委員会・1973年12月20日発行）「学校沿革 小学校」744頁「三川目小学校」（1966年の記載分まで）